# Municipio Sucre (Bolívar)
El municipio Sucre es uno de los 11 municipios del Estado Bolívar, la capital del municipio es Maripa. El municipio tiene 5 de las 47 parroquias que conforman al estado ya nombrado. El municipio se llama así en honor al prócer de la independencia latinoamericana, el Gran Mariscal de Ayacucho, General Antonio José de Sucre. Su población es de 34 426 habitantes (censo 2011).

## Historia
La historia se remonta a la formación de las capitales parroquiales, entre las cuales se encontraba Maripa, hoy capital municipal. La mayoría de las localidades que conforman esta entidad fueron fundadas durante el siglo xviii, en el contexto de la colonización hispano-misionera en Guayana. Sin embargo, algunas poblaciones —como Las Majadas, establecida hacia 1900— surgieron con posterioridad al ciclo fundacional inicial.
El municipio fue oficialmente constituido como entidad autónoma entre los años 1980 y 1990, en el marco del proceso de municipalización del estado Bolívar, que promovió la descentralización administrativa y el fortalecimiento de las instancias locales de gobierno.

## Geografía
El municipio se ubica en el estado Bolívar, específicamente al este del estado, pero no en su extremo este, es decir, esta en el este del estado Bolívar, pero realmente se ubica en el centro este del estado. El municipio tiene 5 parroquias y una de sus capitales parroquiales, Maripa, es la capital municipal. En ella están ríos que delimitan al municipio como el Caura, entre otros. Todo esto se encuentra en un alrededor de 48 694 km².

### Organización parroquial
El municipio contiene 5 de las 48 parroquias que conforman al estado venezolano de Bolívar, estas son las siguientes:
- Parroquia sección capital Sucre: con capital Maripa, este se ubica en el noreste del municipio.
- Parroquia Aripao: con la capital homónima de Aripao.
- Parroquia Guarataro: Su capital homónima de Guarataro.
- Parroquia Las Majadas: Su capital homónima de Las Majadas.
- Parroquia Moitaco.

### Hidrografía
La hidrografía municipal se basa en el río Caura, que desemboca en el río Orinoco, ambos ríos sirven para delimitar al municipio Sucre, estos también sirven para usos cotidianos. Hay otros ríos en el municipio que también sirven para esto usos.

### Límites
El municipio limita con otros municipios y parroquias del estado Bolívar, también limita con otros estados de Venezuela y también limita con la República Federativa del Brasil. Sus límites son más especificados a continuación:
- Al norte, el municipio Sucre limita con la parroquia Ascensión Farreras del municipio Cedeño en el noroeste por medio del río Caura, al norte limita por medio del Orinoco con el municipio Francisco de Miranda del estado Anzoátegui y por el noreste limita con la parroquia Zea del municipio Heres.
- Al sur, el municipio limita por el suroeste con el municipio Manapiare del estado Amazonas, por el sur limita con el estado de Roraima de la república federativa del Brasil y por el sureste limita con la parroquia Barceloneta del municipio Angostura.
- Al este, el municipio limita con la parroquia Barceloneta del municipio Angostura.
- Al oeste limita con la parroquia Ascensión Farreras del municipio Cedeño.

### Clima
El clima municipal promedio es superior a 24 °C dependiendo de donde se esté, del tiempo y también del momento (día o noche).

## Población
El municipio contiene 13.481 habitantes y su densidad es de 0,3 hab/km², según el censo de 2001.

## Economía
La economía se basa en la agricultura y sus derivados junto a sus primos de la economía primaria, la economía de los sectores secundarios y terciarios no están fuertes a excepción de su capital, donde se puede ver más tiendas e industrias pequeñas, medianas y grandes.

## Turismo
El turismo comienza a subir en la década de los 1990 cuando el municipio se hace oficial cuando comienza a mejorarse las vías y cuando también empieza el desarrollo municipal, es decir, la tecnología y otras materias se desarrollan de manera relativamente fuerte. El municipio tiene muchos lugares para visitar, especialmente ríos como el Caura y el Orinoco. Una de las localidades turísticas más impresionantes a visitar es el raudal de Moitaco, grandioso río de aguas claras con un tobogán natural donde se puede disfrutar al deslizarse.

## Política y gobierno

### Alcaldes
| Período     | Alcalde electo        | Partido político / Alianza | % de votos | Notas |
| ----------- | --------------------- | -------------------------- | ---------- | --- |
| 1989 - 1992 | Jesus Rodríguez       | COPEI                      | 49,58      | Primer alcalde bajo elecciones directas |
| 1992 - 1995 | Jesus Rodríguez       | COPEI                      | 41,71      | Reelecto |
| 1995 - 2000 | Evanan Rincón         | AD                         | -          | Segundo alcalde bajo elecciones directas (se realizaron elecciones generales adelantadas en el 2000 debido a la aprobación de la Constitución de 1999) |
| 2000 - 2004 | Juan Carlos Figarella | MVR                        | 35,94      | Tercer alcalde bajo elecciones directas |
| 2004 - 2008 | Juan Carlos Figarella | MVR                        | 46,51      | Reelecto |
| 2008 - 2013 | Amelía Falcón         | PSUV                       | 51,52      | Cuarto alcalde bajo elecciones directas (se postergan 1 año las elecciones municipales pautadas para finales del 2012)                                 |
| 2013 - 2017 | Amelía Falcón         | PSUV                       | 63,42      | Reelecto |
| 2017 - 2021 | Soraida Valor         | PSUV                       | 71,96      | Quinto alcalde bajó elecciones directas |
| 2021 - 2025 | Luis Hernández        | PSUV                       | 57,15      | Sexto alcalde bajó elecciones directas |

### Concejo municipal
Período 1989 - 1992
| Concejales:       | Partido político / Alianza |
| ----------------- | -------------------------- |
| Wilmer N. Barreto | COPEI                      |
| Juan V. Bitriaga  | COPEI                      |
| José Domingo Orta | COPEI                      |
| Manuel R. Yeguez  | AD                         |
| Leonel Pérez      | AD                         |

Período 1992 - 1995
| Concejales:       | Partido político / Alianza |
| ----------------- | -------------------------- |
| Zoraida Valor     | COPEI                      |
| Juan V. Bitriaga  | COPEI                      |
| José Domingo Orta | COPEI                      |
| Leonel Pérez      | AD                         |
| Dario Muñóz       | AD                         |

Período 1995 - 2000
| Concejales:       | Partido político / Alianza |
| ----------------- | -------------------------- |
| Jesusita Sulbaran | AD                         |
| Manuel Castillo   | AD                         |
| Josefa Belisario  | COPEI                      |
| Ramon Solarte     | COPEI                      |
| Victor Macini     | LCR                        |

Período 2013 - 2018
| Concejales      | Partido político / Alianza |
| --------------- | -------------------------- |
| Maria Ortuñez   | PSUV                       |
| Luis España     | PSUV                       |
| Luis Hernanadez | PSUV                       |
| Pablo Lara      | PSUV                       |
| Hector Aray     | PSUV                       |
| Soraida Valor   | PSUV                       |
| Jose Domínguez  | (Representación indígena)  |

Período 2018 - 2021
| Concejales      | Partido político / Alianza |
| --------------- | -------------------------- |
| Yonelvis Maza   | PSUV                       |
| Clemente Nesi   | PSUV                       |
| Obglis Moya     | PSUV                       |
| Nickzeidis Lara | PSUV                       |
| Hector Aray     | PSUV                       |
| Soffia Ortuñez  | PSUV                       |
| José Domínguez  | (Representación indígena)  |

Periodo 2021 - 2025
| Concejales:        | Partido político / Alianza |
| ------------------ | -------------------------- |
| Anay Hurtado       | PSUV                       |
| Obglis Moya        | PSUV                       |
| Deglis Alvarez     | PSUV                       |
| Rosa Ortuñez       | PSUV                       |
| Alexander Pimentel | PSUV                       |
| Deisner Orta       | MOVEV                      |
| Leonor Chiraspo    | (Representación indígena)  |